# Chiesa di San Rocco (Riva del Garda)
La chiesa di San Rocco, anche nota come chiesa dei Santi Rocco e Vigilio, si trova a Riva del Garda in Trentino. Fa parte della zona pastorale di Riva e Ledro dell'arcidiocesi di Trento. La sua fondazione risale al XVI secolo. Seriamente danneggiata durante la prima guerra mondiale, è ridotta alla sua parte absidale.

## Storia

La chiesa prima della sua parziale distruzione

L'edificazione della chiesa venne decisa per voto popolare nel 1512 in seguito a un'epidemia di peste e i lavori iniziarono per delibera comunale nel 1564. Il cantiere rimase aperto alcuni anni e il 24 maggio 1574, a lavori quasi ultimati, venne celebrata la sua consacrazione. Già nel 1579 fu oggetto della prima visita pastorale e negli atti visitali venne ordinato di costruire la sagrestia e un secondo altare.

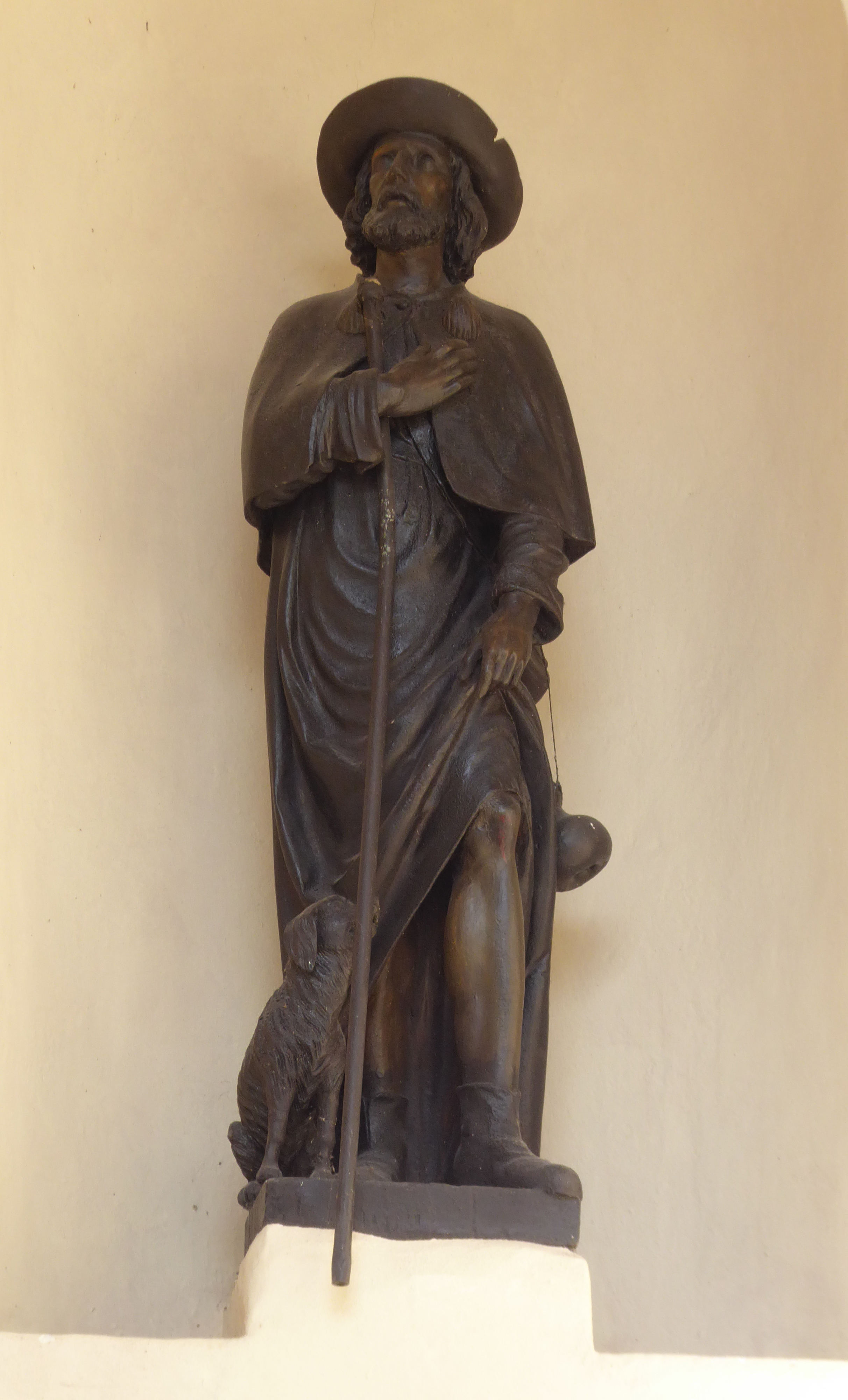
Statua raffigurante San Rocco nella nicchia sull'altare

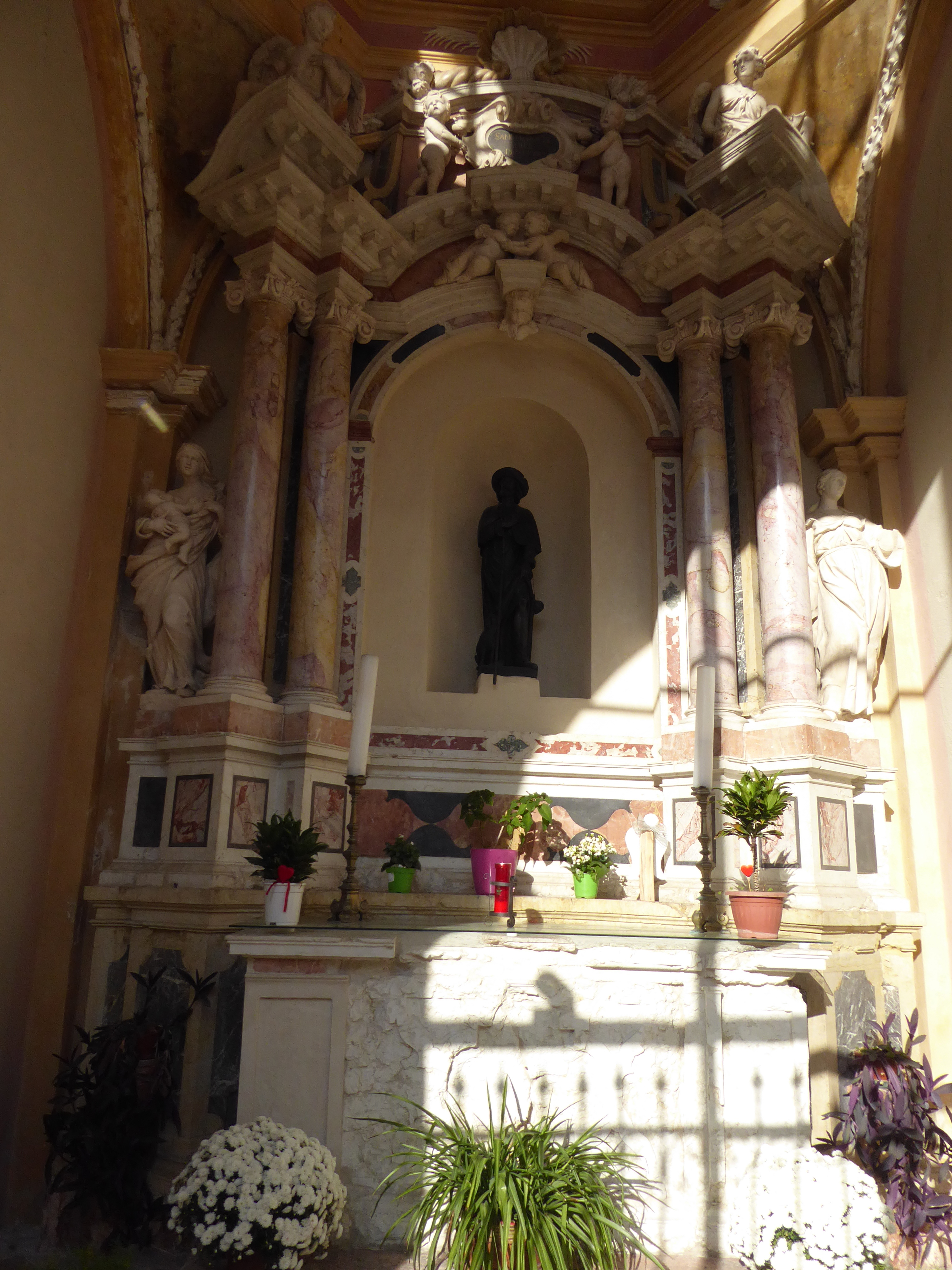
Altare nella parte absidale, unico rimasto della chiesa originaria

Il sito scelto per la sua costruzione corrispondeva in epoca medievale a un'area posta fuori dalle mura, detta Borgo del Castello, dove si svolgevano traffici ed attività economiche importanti. Vicino vi stavano botteghe per la concia delle pelli, un banco cambiavalute in gestione ad una famiglia ebraica ed una stamperia, pure a gestione ebraica, di Jacob Marcaria, attiva durante il concilio di Trento.
Attorno al 1660 presero il via importanti lavori di ristrutturazione e il nuovo portale in pietra venne commissionato ad Antonio Caminada e alla sua bottega. Altri interventi riguardarono un parapetto in pietra, affidato al maestro Lutero Paroldi de Vich. Entro il 1700 l'edificio venne notevolmente ampliato con la costruzione dell'abside e di una nuova cappella per sistemarvi l'altare dedicato a san Valentino, inoltre si presero accordi per le decorazioni a stucco e ad affresco.
In conseguenza del Giuseppinismo all'inizio del XIX secolo la confraternita di San Rocco venne soppressa e la chiesa divenne proprietà del municipio. Nel penultimo decennio del secolo vennero effettuati dal comune interventi di restauro e riparazione che comportarono lavori alle coperture, all'abside ed alla cappella di san Valentino, che fu chiusa. Due locali dell'edificio furono utilizzati dal comune ma intanto la chiesa fu ritinteggiata, vennero sistemate le vetrate, rivista la pavimentazione e restaurati gli altari con le pale e i banchi per i fedeli.
Durante la prima guerra mondiale un ordigno bellico colpì l'edificio danneggiandone la navata e questo indusse, nel 1919, al suo abbattimento completo conservando, dell'edificio originale, solo l'abside. Questo permise di realizzare un progetto del 1911 che prevedeva di ampliare la piazza San Rocco e facilitare il traffico. I lavori furono affidati a Giancarlo Maroni, allora ventiseienne.
A partire dalla metà del XX secolo quanto rimaneva dell'antico luogo di culto interessò la Soprintendenza e si decise di riparare alcuni danni ancora visibili come crepe e parti pericolanti. I lavori portarono a recuperare e proteggere l'abside storica restaurandone stucchi e affreschi. Gli ultimi interventi strutturali si sono conclusi nel 2011 e l'antica sacrestia è stata parzialmente riportata alle condizioni originali.

## Descrizione
L'orientamento della piccola chiesa è a nord. In origine aveva una navata unica, a pianta rettangolare, ma i danni causati durante la prima guerra mondiale e le ricostruzioni che ne seguirono portarono alla sua perdita totale.
La parte absidale è rimasta intatta e l'originario arco santo è ancora visibile. Un grande cancello parzialmente protetto anche da una vetrata ne impedisce l'accesso. L'unico altare residuo si trova al centro e sulla nicchia al suo centro è posta la statua che raffigura San Rocco. Sulla destra si trova un portale architravato che porta al locale anticamente utilizzato come sacrestia. Sulla sinistra una lapide è dedicata al ricordo di don Giuseppe Ciolli di Stenico, arciprete rivano deceduto nel 1883.
La cupola, come il resto della struttura, conserva putti e ricche decorazioni ad affresco e a stucco.